# Taxman
A Taxman (Adószedő/Adóbehajtó) George Harrison szerzeménye, és a The Beatles együttes Revolver című albumán jelent meg 1966. augusztus 5-én. A dalt, amely a nagylemez 1. száma, 1966 áprilisában vették fel az EMI stúdiójában.

## A dal szövegéről
A mű szövege az akkori angol adórendszer méltánytalanságára világít rá, mely a zenekar tagjait is érintette, hiszen ekkor jövedelmük 96-98%-át fölözte le az angol kincstár. Harrison pontosan leírja a befizetendő adó mértékét: "Let me tell you how it will be; / There's one for you, nineteen for me." (Majd megmondom, hogyan legyen; / Egy neked, tizenkilenc nekem.) A szöveg szerint még a halál után a szemekre tett pennyket is előre be kell vallania a haldoklónak...
A dalban - Lennon javaslatára - feltűnik a korszak két politikusának, Mr. Wilsonnak és Mr. Heathnek a  neve is. Harold Wilson a Munkáspártnak, Edward Heath pedig a Konzervatív Pártnak volt a vezető politikusa.

## Hangszerelés
- George Harrison - ének, szólógitár,
- John Lennon - vokál, csörgődob,
- Paul McCartney - basszusgitár, vokál,
- Ringo Starr - dob, kolomp,
- Geoff Emerick - hangmérnök,
- George Martin - producer

## Fordítás
Ez a szócikk részben vagy egészben  a   Taxman című angol Wikipédia-szócikk fordításán alapul.  Az eredeti cikk szerkesztőit annak laptörténete sorolja fel. Ez a jelzés csupán a megfogalmazás eredetét és a szerzői jogokat jelzi, nem szolgál a cikkben szereplő információk forrásmegjelöléseként.

## Külső hivatkozások
- A Taxman a YouTube-on

## Ajánlott irodalom
- Márton András: Lennon-McCartney, Yesterday; Maecenas Könyvkiadó, 1990, ISBN 963-7425-32-2